# Bisbat de Tabasco
El bisbat de Tabasco  (castellà:  Diócesis de Tabasco, llatí: Dioecesis Tabasquensis) és una seu de l'Església Catòlica a Mèxic, sufragània de l'arquebisbat de Yucatán, i que pertany a la regió eclesiàstica Sureste. L'any 2013 tenia 1.562.393 batejats sobre una població de 2.403.682 habitants. Actualment està regida pel bisbe Gerardo de Jesús Rojas López.

## Territori
La diòcesi comprèn l'estat mexicà de Tabasco.
La seu episcopal és la ciutat de Villahermosa, on es troba la catedral del Senyor.
El territori s'estén sobre 25.267  km², i està dividit en 93 parròquies.

## Història
La diòcesi va ser erigida el 25 de maig de 1880, mitjançant la butlla Cum iuxta apostolicum del Papa Lleó XIII, prenent el territori del bisbat de Yucatán (avui arquebisbat).
El 27 d'octubre de 1964 cedí una porció del seu territori per tal que s'erigís el bisbat de Tuxtla Gutiérrez (avui arquebisbat).

## Cronologia episcopal
- Agustín de Jesús Torres y Hernández, C.M. † (19 de novembre de 1881 - 30 de juliol de 1885 nomenat bisbe de Tulancingo)
- Perfecto Amézquita y Gutiérrez, C.M. † (7 de juny de 1886 - 3 de desembre de 1896 nomenat bisbe de Tlaxcala)
- Francisco María Campos y Ángeles † (7 de març de 1897 - 2 d'octubre de 1907 nomenat bisbe de Chilapa)
- Leonardo Castellanos y Castellanos † (22 de març de 1908 - 19 de maig de 1912 mort)
- Antonio Hernández y Rodríguez † (2 de desembre de 1912 - 23 de setembre de 1922 renuncià)
- Pascual Díaz y Barreto, S.J. † (11 de desembre de 1922 - 25 de juny de 1929 nomenat arquebisbe de Mèxic)
- Vicente Camacho y Moya † (14 de febrer de 1930 - 18 de febrer de 1943 mort)
- José de Jesús Angulo del Valle y Navarro † (2 de juny de 1945 - 19 de setembre de 1966 mort)
- Antonio Hernández Gallegos † (24 de febrer de 1967 - 22 d'octubre de 1973 mort)
- Rafael García González † (30 de maig de 1974 - 4 de gener de 1992 nomenat bisbe de León)
- Florencio Olvera Ochoa (19 d'octubre de 1992 - 22 de febrer de 2002 nomenat bisbe de Cuernavaca)
- Benjamín Castillo Plascencia (8 de febrer de 2003 - 29 d'abril de 2010 nomenat bisbe de Celaya)
- Gerardo de Jesús Rojas López, des del 7 de desembre de 2010

## Estadístiques
A finals del 2014, la diòcesi tenia 1.562.393 batejats sobre una població de 2.403.682 persones, equivalent al 65,0% del total.
| any  | població  | població  | població | sacerdots | sacerdots       | sacerdots       | sacerdots             | diaques | religiosos | religiosos | parròquies |
| ---- | --------- | --------- | -------- | --------- | --------------- | --------------- | --------------------- | ------- | ---------- | ---------- | ---------- |
| any  | batejats  | total     | %        | total     | clergat secular | clergat regular | batejats por sacerdot | diaques | homes      | dones      |            |
| 1950 | 399.000   | 400.000   | 99,8     | 10        | 5               | 5               | 39.900                |         | 5          | 13         | 8          |
| 1965 | 550.000   | 600.000   | 91,7     | 37        | 26              | 11              | 14.864                |         | 15         | 71         | 22         |
| 1968 | ?         | ?         | ?        | 51        | 40              | 11              | ?                     |         | 17         | 92         | 33         |
| 1976 | 925.000   | 975.000   | 94,9     | 59        | 46              | 13              | 15.677                |         | 14         | 110        | 34         |
| 1980 | 950.000   | 1.000.000 | 95,0     | 57        | 44              | 13              | 16.666                |         | 13         | 158        | 36         |
| 1990 | 1.672.000 | 1.948.000 | 85,8     | 76        | 63              | 13              | 22.000                | 2       | 18         | 173        | 45         |
| 1999 | 1.500.000 | 1.800.000 | 83,3     | 92        | 79              | 13              | 16.304                |         | 15         | 185        | 51         |
| 2000 | 1.500.000 | 1.800.000 | 83,3     | 93        | 80              | 13              | 16.129                |         | 15         | 185        | 51         |
| 2001 | 1.056.570 | 1.748.769 | 60,4     | 110       | 95              | 15              | 9.605                 |         | 17         | 185        | 52         |
| 2003 | 910.000   | 1.507.440 | 60,4     | 114       | 99              | 15              | 7.982                 |         | 17         | 185        | 58         |
| 2004 | 1.172.469 | 1.891.829 | 62,0     | 118       | 103             | 15              | 9.936                 |         | 17         | 185        | 58         |
| 2010 | 1.482.000 | 2.023.000 | 73,3     | 150       | 125             | 25              | 9.880                 | 15      | 26         | 172        | 63         |
| 2014 | 1.562.393 | 2.403.682 | 65,0     | 170       | 142             | 28              | 9.190                 | 15      | 35         | 158        | 93         |